# Flaga Norfolku
Flaga Norfolku została oficjalnie przyjęta 21 października 1980 roku. Jest to prostokąt o proporcjach 2:1 podzielony na trzy równe części, dwa skrajne prostokąty mają kolor zielony, a na środkowym, białym prostokącie znajduje się zielona sylwetka araukarii wyniosłej (Araucaria heterophylla).